# Список глав государств в 1364 году
Список глав государств в 1363 году — 1364 год — Список глав государств в 1365 году — Список глав государств по годам

## Азия
- Ак-Коюнлу — Кутлуг-бек, бей (1360 — 1378/1379)
- Анатолийские бейлики —
  - Айдыногуллары — Иса I, бей (1360 — 1390)
  - Артукиды — 
    - Салих Шамс ад-дин, эмир Мардина (1312 — 1364)
    - Ахмад ал-Мансур, эмир Мардина (1364 — 1368)

  - Гермиян — Сулайман-шах, бей (1360 — 1388)
  - Зулькадар — Халил Чарс ад-дин, бей (1353 — 1386)
  - Инанчогуллары — Исхак, бей (1362 — 1368)
  - Исфендиярогуллары — Джелал ад-дин Баязид, бей (1361 — 1383)
  - Караманиды — Алаэддин Али I, бейлербей (1361 — 1398)
  - Ментеше — Муса, бей (1354 — 1375)
  - Рамазаногуллары (Рамаданиды) — Фахрдин Илиас, бей (1352 — 1378)
  - Саруханогуллары — 
    - Музаферуддин Исхак, бей (1362 — 1388)
    - Хызыр-шах, бей (1362 — 1390)

  - Хамидиды — Илиас, бей (1358 — 1375)
  - Эретна — Мухаммад Гийас ад-Дин, бей (1352 — 1366)
- Грузинское царство — Баграт V Великий, царь (1360 — 1393)
  - Самцхе-Саатабаго — Бека II, атабег (1361 — 1372)
- Дайвьет — Чан Зу Тонг, император[англ.] (1341 — 1369)
- Индия —
  - Амбер (Джайпур) — Джанси Рао, раджа[кат.] (1317 — 1366)
  - Ахом — 
    - Сукхрангпха, махараджа[англ.] (1332 — 1364)
    - междуцарствие (1364 — 1369)

  - Бахманийский султанат — Мухаммад-шах I, султан (1358 — 1375)
  - Бенгальский султанат — Сикандар Шах I, султан (1358 — 1390)
  - Бхавнагар — Дангаржи Мохдажи, раджа (1347 — 1370)
  - Венад[англ.] — Мартанда Варма III, махараджа[англ.] (1363 — 1366)
  - Виджаянагарская империя — Букка Райя I, махараджадхираджа (1356 — 1377)
  - Восточные Ганги[англ.] — Бхану Дева III, царь[англ.] (1352 — 1378)
  - Делийский султанат — Фируз-шах, султан (1351 — 1388)
  - Дунгарпур — Каран Сингх I, раджа (1363 — 1384)
  - Камата — Индра Нараян, махараджа (1350 — 1365)
  - Качари — Бичарпатипха (Пракаш), царь (ок. 1336 — ок. 1386)
  - Кашмир — Ших-уд-Дин, султан (1354 — 1373)
  - Мадурайский султанат — Фахр ад-Дин Мубарак, султан (1358 — 1368)
  - Манипур — Табунгба, раджа[англ.] (1359 — 1394)
  - Марвар (Джодхпур) — Канха Дем, раджа (1357 — 1374)
  - Мевар — 
    - Хамир Сингх I, махарана (1326 — 1364)
    - Хета, махарана (1364 — 1382)

  - Редди[англ.] — 
    - Анавота, раджа[кат.] (1335 — 1364)
    - Анавема, раджа[кат.] (1364 — 1386)

  - Синд — Банхбинан, джем (султан)[англ.] (1352 — 1367)
  - Сирохи — Салкха, раджа (? — 1374)
- Индонезия —
  - Маджапахит — Хаям Вурук, раджасанагра (1350 — 1389)
  - Пасай — Зайнал Абидин I, султан (1349 — 1406)
  - Сунда — Мангкубуми Сурадипати, махараджа (1357 — 1371)
  - Тернате — Гапи Маламо I (Мухаммад Бакар), султан (1359 — 1372)
- Ирак —
  -  Джалаириды — Увейс I, султан (1356 — 1374)
- Иран —
  -  Мараши[англ.] — 
    - Камаль аль-Дин, эмир[англ.] (1362 — 1393)
    - Рида аль-Дин, эмир[англ.] (1362 — 1393)

  -  Музаффариды — 
    - Шах-Шуджа, эмир (1358 — 1364, 1366 — 1384)
    - Шах-Махмуд, эмир (1364 — 1366)

  -  Падуспаниды — Фахр ал-Доула Шах-Гази, малек (1359 — 1378)
  -  Сербедары — 
    - Хасан аль-Дамгани, эмир (1361 — 1364)
    - Хвайя Али-и Муаяд ибн Масуд, эмир (1364 — 1376, 1379 — 1381)

  -  Хазараспиды — Шамс аль-Дин Пашанг, атабек (1355 — 1378)
- Йемен —
  -  Расулиды — Аль-Афдаль аль-Аббас, эмир (1363 — 1377)
- Картиды — Муизз уд-Дин Хусайн ибн Гийас уд-Дин, султан (1332 — 1370)
- Кедах — Ибрагим Шах, султан[англ.] (1321 — 1373)
- Киликийское царство — Костандин V, царь (1362 — 1373)
- Кипрское королевство — Пётр I, король (1358 — 1369)
- Кхмерская империя (Камбуджадеша) — Дамхат (Баром Римитибтеи), царь[англ.] (1363 — 1373)
- Корея (Корё)  — Конмин, ван (1351 — 1374)
- Лансанг  — Фа Нгум, король (1353 — 1373)
- Лемро — Мин Хти, царь[англ.] (1279 — 1373)
- Мальдивы — 
  - Мохамед аль-Джамель, султан (1363 — 1364)
  - Хадижах, султана (1347 — 1363, 1364 — 1374, 1376 — 1380)
- Михрабаниды[англ.] — Изз аль-Дин, малик[англ.] (1352 — 1380)
- Монгольская империя — 
  - Золотая Орда (Улус Джучи) — 
    - Мурад, хан (1362 — 1364)
    - Мир Пулад, хан (1364 — 1365)

  - Китай (Империя Юань) — Тогон-Тэмур, император (1333 — 1368)
  - Чагатайский улус — 
    - Мавераннахр — Хабул-шах, хан (1364 — 1370)
    - Могулистан — Ильяс-Ходжа, хан (1362/1363 — 1368)
- Мьянма — 
  - Ава — Тадо Минбья, царь[англ.] (1364 — 1367)
  - Мяньчжун — Узана, царь (1325 — 1369)
  - Пинья — 
    - Нарату, царь[англ.] (1359 — 1364)
    - Узана II, царь[англ.] (1364)
    - в 1364 году вошло в состав новообразованного царства Ава

  - Сикайн — 
    - Минбьяук Тихапат, царь[англ.] (1352 — 1364)
    - в 1364 году вошло в состав новообразованного царства Ава

  - Хантавади — Бенья У, царь[англ.] (1348 — 1384)
- Османская империя — Мурад I, султан (1359 — 1389)
- Рюкю — 
  - Нандзан — Офусато, ван (1314 — 1398)
  - Тюдзан — Сатто, ван (1355 — 1397)
  - Хокудзан — Хандзи, ван (1314 — 1395)
- Сингапура[англ.] — Рана Викрама, раджа[англ.] (1362 — 1375)
- Таиланд — 
  - Аютия — Рама Тибоди I, король (1351 — 1369)
  - Ланнатай — Куе На, король[англ.] (1355 — 1385)
  - Сукхотаи (Сиам) — Литхай (Таммарача I), король (1347 — 1368)
- Тибет — 
  - Джанчуб Гьялцен, типон[англ.] (1354 — 1364)
  - Шакья Гьялцен, типон[англ.] (1364 — 1373)
- Трапезундская империя — Алексей III, император (1349 — 1390)
- Тямпа — Те Бонг Нга (По Бинасуор), царь (1360 — 1390)
- Ширван — Кавус ибн Кей Кубад, ширваншах (1348 — 1372)
- Шри-Ланка — 
  - Гампола[англ.] — Викрамабаху III, царь (1357/1359 — 1372/1374)
  - Джафна — Кунапушана Синкайярийян, царь[фр.] (1348 — 1371)
- Япония — 
  - Нориёси (император Го-Мураками), император (1339 — 1368)
  - Северный Двор — Ияхито (император Го-Когон), император (1352 — 1371)
  - Сёгунат Муромати — Асикага Ёсиакира, сёгун (1358 — 1367)

## Америка
- Аскапоцалько — Тесосомок, тлатоани (1343 — 1426)
- Куско — Инка Рока, сапа инка (1350 — 1380)
- Тескоко — Течотлалацин, тлатоани (1357 — 1409)

## Африка
- Абдальвадиды (Зайяниды) — Абу Хамму II, султан (1359 — 1360, 1360 — 1370, 1372 — 1383, 1384 — 1387, 1387 — 1389)
- Бенинское царство — Оэн, оба[англ.] (1329 — 1366)
- Варсангали[англ.] — Мохамуд I, султан[англ.] (1355 — 1375)
- Вогодого — Кундумие, нааба (ок. 1350 — ок. 1380)
- Джолоф — Ндиадиан Н'Дайе, буур-ба[англ.] (ок. 1350 — ок. 1370)
- Египет (Мамлюкский султанат) — Шабан II аль-Аршаф, султан (1363 — 1376)
- Йифат — Ахмад Харби Аред, султан (ок. 1360 — ок. 1366)
- Канем — Идрисс I ибн Ибрахим, маи (1353 — 1376)
- Кано[англ.] — Яджи I, король[англ.] (1349 — 1385)
- Килва — 
  - Талут ибн Давуд, султан (1362 — 1364)
  - Сулейман ибн Давуд, султан (1364 — 1366)
- Мали — Мари Диата II, манса (1360 — 1374)
- Мариниды — Абу Зайян Мухаммад III, султан (1362 — 1366)
- Нри[англ.] — Джиофо I, эзе[англ.] (1300 — 1390)
- Свазиленд — Нкоси I, вождь (ок. 1355 — ок. 1400)
- Хафсиды — Ибрахим II, халиф (1350 — 1369)
- Эфиопия — Сэйфэ-Арыд, император (1344 — 1372)

## Европа
- Албания
  - Ангелокастрон и Лепанто — Гин Буа Шпата, деспот (1358 — 1374)
  - Артский деспотат — Петер Лоша, деспот (1358 — 1374)
  - Валонский деспотат — Александр Комнин Асень, деспот (1363 — 1372)
  - Музаки — Андреа II Музаки, князь (1335 — 1372)
- Англия — Эдуард III, король (1327 — 1377)
- Афинское герцогство — Федериго III Сицилийский, герцог (1355 — 1377)
- Ахейское княжество — 
  - Роберт Тарентский, князь (1332 — 1364)
  - Мария де Бурбон, княгиня (1364 — 1370)
- Болгарское царство — Иван Александр, царь (1331 — 1371)
- Валахия — 
  - Николае I Александру, господарь (1352 — 1364)
  - Владислав I, господарь (1364 — 1377)
- Венгрия — Лайош (Людовик) I Великий, король (1342 — 1382)
  - Босния — Твртко I, бан (1353 — 1366, 1367 — 1377)
  - Молдавское княжество — Богдан I, господарь (1359 — 1365)
- Византийская империя — Иоанн V Палеолог, император (1341 — 1376, 1379 — 1390, 1390 — 1391)
- Дания — Вальдемар IV Аттердаг, король (1340 — 1375)
- Зета — 
  - Стратимир, господарь (1362 — 1372)
  - Георгий I Балшич, господарь (1362 — 1378)
- Ирландия —
  - Десмонд — Домналл Ог Маккарти, король (1359 — 1390)
  - Коннахт — без короля (1343 — 1368)
  - Тир Эогайн — 
    - Аод Реамайр мак Домнайлл, король (1345 — 1364)
    - Ниалл Мор мак Реамайр, король (1364 — 1397)

  - Томонд — Матгамайн O’Брайен, король (1360 — 1369)
- Испания —
  - Ампурьяс — 
    - Рамон Беренгер, граф (1341 — 1364)
    - Хуан I, граф (1364 — 1386, 1387 — 1398)

  - Арагон — Педро IV Церемонный, король (1336 — 1387)
  - Гранадский эмират — Мухаммад V аль-Гани, эмир (1354 — 1359, 1362 — 1391)
  - Кастилия и Леон — Педро I Жестокий, король (1350 — 1369)
  - Наварра — Карл II Злой, король (1349 — 1387)
  - Пальярс Верхний — Уго Роже I, граф (1350 — 1366)
  - Прованс — Джованна (Иоанна) I, графиня (1343 — 1382)
  - Урхель — Педро II, граф (1347 — 1408)
- Италия —
  - Венецианская республика — Лоренцо Чельси, дож (1361 — 1365)
  - Генуэзская республика — Габриэле Адорно, дож (1363 — 1370)
  - Мантуя — Гвидо Гонзага, народный капитан и сеньор (1360 — 1369)
  - Милан — 
    - Галеаццо II Висконти, синьор (1354 — 1378)
    - Бернабо Висконти, синьор (1354 — 1385)

  - Монферрат — Джованни II, маркграф (1338 — 1372)
  - Салуццо — Фредерико II, маркграф (1357 — 1396)
  - Неаполитанское королевство — Джованна I, королева (1343 — 1382)
  - Сицилийское королевство — Федериго III, король (1355 — 1377)
  - Феррара и Модена — Никколо II д’Эсте, маркиз (1361 — 1388)
- Литовское княжество — Ольгерд, великий князь (1345 — 1377)
  -  Киевское княжество — Владимир Ольгердович, князь (ок. 1362 — 1395)
- Мэн — Уильям II Монтегю, король (1344 — 1393)
- Наксосское герцогство — Фиоренца I Санудо, герцог (1361 — 1371)
- Норвегия — Хокон VI Магнуссон, король (1343 — 1380)
- Островов королевство — Джон I Макдональд, король Островов и Кинтайра (1318 — 1386)
- Папская область — Урбан V, папа римский (1362 — 1370)
- Польша — Казимир III Великий, король (1333 — 1370)
  - Гневкоское княжество — 
    - Владислав Белый, князь (1347/1350 — 1364)
    - в 1364 году вошло в состав земель польской короны

  - Мазовецкое княжество — 
    - Варшавское княжество — Земовит III, князь[англ.] (1355 — 1373/1374)
    - Равское княжество — Земовит III, князь[пол.] (1345 — 1381)
    - Черское княжество — Земовит III, князь[англ.] (1341 — 1373/1374)
- Португалия — Педру I Справедливый, король (1357 — 1367)
- Русские княжества — 
  -  Владимиро-Суздальское княжество — Дмитрий Иванович Донской, великий князь Владимирский (1363 — 1389)
    -  Белозерское княжество — Фёдор Романович, князь (ок. 1339 —  1380)
    -  Московское княжество — Дмитрий Иванович Донской, князь (1359 — 1389)
    -  Нижегородско-Суздальское великое княжество — Андрей Константинович, князь (1355 — 1365)
      -  Городецкое княжество — Борис Константинович, князь (1355 — 1387)
      -  Суздальское княжество — Дмитрий Константинович, князь (1355 — 1365)

    -  Ростовское княжество — 
      - Константин Васильевич, князь Ростово-Борисоглебский (1320 — 1365)
      - Константин Васильевич, князь Ростово-Усретинский (1360 — 1364)
      - Андрей Федорович, князь Ростово-Усретинский (1331 — 1360, 1364 — 1409)

    -  Стародубское княжество — Андрей Федорович, князь (1363 — ок. 1380)
    -  Тверское княжество — Василий Михайлович, князь (1349 — 1368)
      -  Кашинское княжество — Михаил Васильевич, князь (1362 — 1373)
      -  Холмское княжество — 
        - Всеволод Александрович, князь (1339 — 1364)
        - Иван Всеволодович, князь (1364 — 1402)

    -  Ярославское княжество — Василий Васильевич, князь (1345 — ок. 1380)

  -  Брянское (Черниговское) княжество — Роман Михайлович Молодой, князь (ок. 1356 — ок. 1370, ок. 1375 — ок. 1401)
  -  Галицко-Волынское княжество — 
    -  Волынское княжество — Любарт Гедиминович, князь (1349 — 1366, 1370 — 1383)
    -  Луцкое княжество — Любарт Гедиминович, князь (1323 — 1383)

  -  Новгородское княжество — Дмитрий Иванович Донской, князь (1363 — 1389)
  -  Псковское княжество — Александр, князь (1360 — 1369)
  -  Рязанское княжество — Олег Иванович, князь (1350 — 1371, 1372 — 1402)
  -  Смоленское княжество — Святослав Иванович, князь (1359 — 1386)
- Священная Римская империя — Карл IV Чешский, император Священной Римской империи, король Германии (1355 — 1378)
  - Австрия — Рудольф IV, герцог (1358 — 1365)
  - Ангальт — 
    - Ангальт-Бернбург — Генрих IV, князь (1354 — 1374)
    - Ангальт-Цербст — 
      - Иоганн II, князькнязь (1362 — 1382)
      - Вальдемар I, князькнязь (1316 — 1368)

  - Бавария — 
    - Бавария-Ландсхут — Стефан II, герцог (1353 — 1375)
    - Бавария-Штраубинг — 
      - Вильгельм I, герцог (1353 — 1388)
      - Альбрехт, герцог (1353 — 1404)

  - Баден — Рудольф VI, маркграф (1353 — 1372)
    - Баден-Хахберг — Генрих IV, маркграф (1330 — 1369)

  - Бар — Роберт I, герцог (1354 — 1411)
  - Берг — Маргарита, графиня (1348 — 1380)
  - Брабант и Лимбург — Жанна, герцогиня (1355 — 1406)
  - Бранденбург — 
    - Людвиг II (Людвиг VI Баварский), курфюрст (1356 — 1365)
    - Оттон VII Ленивый (Оттон V Баварский), маркграф (1351 — 1365)

  - Брауншвейг — 
    - Брауншвейг-Вольфенбюттель — Магнус I, герцог (1318 — 1369)
    - Брауншвейг-Гёттинген[англ.] — Эрнест I, герцог[нем.] (1344 — 1367)
    - Брауншвейг-Грубенхаген — Альберт I, герцог (1361 — ок. 1383)
    - Брауншвейг-Люнебург — 
      - Оттон III, герцог (1330 — 1369)
      - Вильгельм II, герцог (1330 — 1369)

  - Вальдек — Отто II, граф (1344 — 1369)
  - Вюртемберг — Эберхард II Сварливый, граф (1344 — 1392)
  - Гелдерн — Рейнальд III Толстый, герцог (1343 — 1371)
  - Гессен — Генрих II Железный, ландграф (1328 — 1376)
  - Голландия — Виллем V (Вильгельм I Баварский), граф (1354 — 1388)
  - Гольштейн — 
    - Гольштейн-Киль[англ.] — Адольф VII, граф (1359 — 1390)
    - Гольштейн-Пиннеберг — Адольф VIII, граф (1354 — 1370)
    - Гольштейн-Плён[англ.] — Адольф VII, граф (1359 — 1390)
    - Гольштейн-Рендсбург[англ.] — 
      - Генрих II, граф (1340 — 1384)
      - Николас, граф (1340 — 1397)

  - Кёльнское курфюршество — Энгельберт де ла Марк, курфюрст (1364 — 1368)
  - Клеве — Иоанн, граф (1347 — 1368)
  - Лотарингия — Жан I, герцог (1346 — 1390)
  - Лужицкая (Саксонская Восточная) марка — 
    - Людвиг III (Людвиг VI Баварский), маркграф (1351 — 1365)
    - Оттон II Ленивый (Оттон V Баварский), маркграф (1351 — 1367)

  - Люксембург — Венцель I, герцог (1353 — 1383)
  - Майнцское курфюршество — Герлах фон Нассау, курфюрст (1356 — 1371)
  - Марк — Энгельберт III, граф (1347 — 1391)
  - Мейсенская марка — 
    - Фридрих III Строгий, маркграф (1349 — 1381)
    - Балтазар, маркграф (1349 — 1382)

  - Мекленбург — Альбрехт II, герцог (1348 — 1379)
    - Верле-Варен — Бернхард II, князь (1347 — 1382)
    - Верле-Гольдберг — Иоганн IV, князь (1354 — 1374)
    - Верле-Гюстров — 
      - Лоренц, князь (ок. 1360 — 1393)
      - Иоганн V, князь (ок. 1360 — ок. 1377)

  - Монбельяр — Генрих I де Монфуко, граф (1332 — 1367)
  - Намюр — Гильом I, маркграф (1337 — 1391)
  - Нассау — 
    - Нассау-Байлштайн[нем.] — Генрих I, граф (1343 — 1388)
    - Нассау-Вейльбург — Иоганн I, граф (1344 — 1371)
    - Нассау-Висбаден-Идштайн[нем.] — Адольф I, граф (1355 — 1370)
    -  Нассау-Дилленбург[англ.] — Иоганн I, граф (1351 — 1416)
    - Нассау-Зонненберг — Руперт, граф[нем.] (1355 — 1390)
    -  Нассау-Хадамар[нем.] — Иоганн, граф (1334 — 1365)

  - Ольденбург — Конрад II, граф (1347 — 1401)
  - Померания — 
    - Померания-Вольгаст — 
      - Богуслав V Великий, герцог (1326 — 1368)
      - Барним IV, герцог (1326 — 1365)
      - Вартислав V, герцог (1326 — 1368)

    - Померания-Щецин — Барним III Великий, герцог (1344 — 1368)

  - Рейнский Пфальц — Рупрехт I, курфюрст (1356 — 1390)
  - Саарбрюккен — Иоганн II, граф (1342 — 1381)
  - Савойя — Амадей VI Зеленый, граф (1343 — 1383)
  - Саксония — 
    - Саксен-Виттенберг — Рудольф II, курфюрст (1356 — 1370)
    - Саксен-Бергедорф-Мёльн — Альбрехт V, герцог (1356 — 1370)
    - Саксен-Ратцебург-Лауэнбург — Эрих II, герцог (1338 — 1368)

  - Тироль — Маргарита Маульташ, графиня (1335 — 1365)
  - Трирское курфюршество — Куно II фон Фалькенштайн, курфюрст (1362 — 1388)
  - Тюрингия — 
    - Фридрих III Строгий, ландграф (1349 — 1381)
    - Балтазар, ландграф (1349 — 1406)
    - Вильгельм I Одноглазый, ландграф (1349 — 1382)

  - Хахберг-Заузенберг — Рудольф III, маркграф (1352 — 1428)
  - Чехия — Карл I, король (1346 — 1378)
    - Моравская марка — Ян Йиндржих, князь (1349 — 1375)
    - Силезские княжества —
      - Бжегское княжество — 
        - Болеслав II Малый, князь (1358 — 1368)
        - Людвик Бжегский, князь (1358 — 1398)

      - Бытомское княжество — 
        - Пшемыслав I Носак, князь (1358 — 1405)
        - Конрад I Олесницкий, князь (1357 — 1366)

      - Глогувское княжество — Генрих V Железный, князь (1349 — 1369)
      - Зембицкое княжество — 
        - Болеслав III Зембицкий, князь (1358 — 1410)
        - Генрих I Зембицкий, князь (1358 — 1366)

      - Легницкое княжество — 
        - Вацлав I Легницкий, князь (1342 — 1364)
        - Рупрехт I Легницкий, князь (1364 — 1409)
        - Вацлав II Легницкий, князь (1364 — 1419)
        - Болеслав IV Легницкий, князь (1364 — 1394)
        - Генрих VIII Легницкий, князь (1364 — 1398)

      - Немодлинское княжество — 
        - Болеслав Немодлинский, князь (1313 — 1362/1365)
        - Болеслав II Немодлинский, князь (1362/1365) — 1368)
        - Вацлав Немодлинский, князь (1362/1365) — 1369)
        - Генрих Немодлинский, князь (1362/1365) — 1382)

      - Олесницкое княжество — Конрад I Олесницкий, князь (1321 — 1366)
      - Опольское княжество — 
        - Владислав Опольчик, князь (1356 — 1401)
        - Болеслав III Опольский, князь (1356 — 1370)
        - Генрих Опольский, князь (1356 — 1365)

      - Освенцимское княжество — Ян I Схоластик, князь (1321/1324 — 1372)
      - Ратиборско-опавское княжество — Микулаш II Опавский, князь (1337 — 1365)
      - Саганское (Жаганьское) княжество — Генрих V Железный, князь (1342 — 1369)
      - Свидницкое княжество —  Болеслав II Малый, князь (1326 — 1368)
      - Стрелецкое княжество — Альбрехт Стрелецкий, князь[пол.](1323 — 1375)
      - Сцинавское княжество — Ян Сцинавский, князь[пол.] (1317 — 1365)
      - Тешинское (Цешинское) княжество — Пшемыслав I Носак, князь (1358 — 1410)
      - Яворское княжество — Болко II Малый, князь (1346 — 1368)

  - Шлезвиг — 
    - Вальдемар V, герцог[англ.] (1325 — 1326, 1330 — 1364)
    - Генрих, герцог[англ.] (1364 — 1375)

  - Эно (Геннегау) — Гильом V (Вильгельм I Баварский), граф (1356 — 1388)
  - Юлих — Вильгельм II, герцог (1361 — 1393)
- Сербия — Стефан Урош V, царь сербов и греков (1355 — 1371)
- Тевтонский орден — Винрих фон Книпроде, великий магистр (1351 — 1382)
  - Ливонский орден — 
    - Арнольд фон Фитингхоф, ландмейстер (1360 — 1364)
    - Вильгельм фон Фримерсхайм, ландмейстер (1364 — 1385)
- Франция — 
  - Иоанн II Добрый, король (1350 — 1364)
  - Карл V Мудрый, король (1364 — 1380)
  - Арманьяк — Жан I, граф (1319 — 1373)
  - Блуа — Людовик II де Шатильон, граф (1346 — 1372)
  - Бретань — 
    - Жан V де Монфор, герцог (1345 — 1399)
    - Карл де Блуа-Шатильон, герцог (1341 — 1364)

  - Бургундия (герцогство) — Филипп II Смелый, герцог (1363 — 1404)
  - Бургундия (графство) и Артуа — Маргарита I, графиня (1361 — 1382)
  - Невер — Людовик III, граф (1346 — 1384)
  - Овернь и Булонь — Жан I Оверньский, граф (1361 — 1386)
  - Фландрия — Людовик II Неверский, граф (1346 — 1384)
  - Фуа — Гастон III, граф (1343 — 1391)
- Швеция — 
  - Магнус II Эрикссон, король (1319 — 1364)
  - Альбрехт Мекленбургский, король (1364 — 1389)
- Шотландия — Давид II, король (1329 — 1332, 1336 — 1371)
- Эпирское царство — Симеон Синиша Неманич, царь (1359 — 1366)

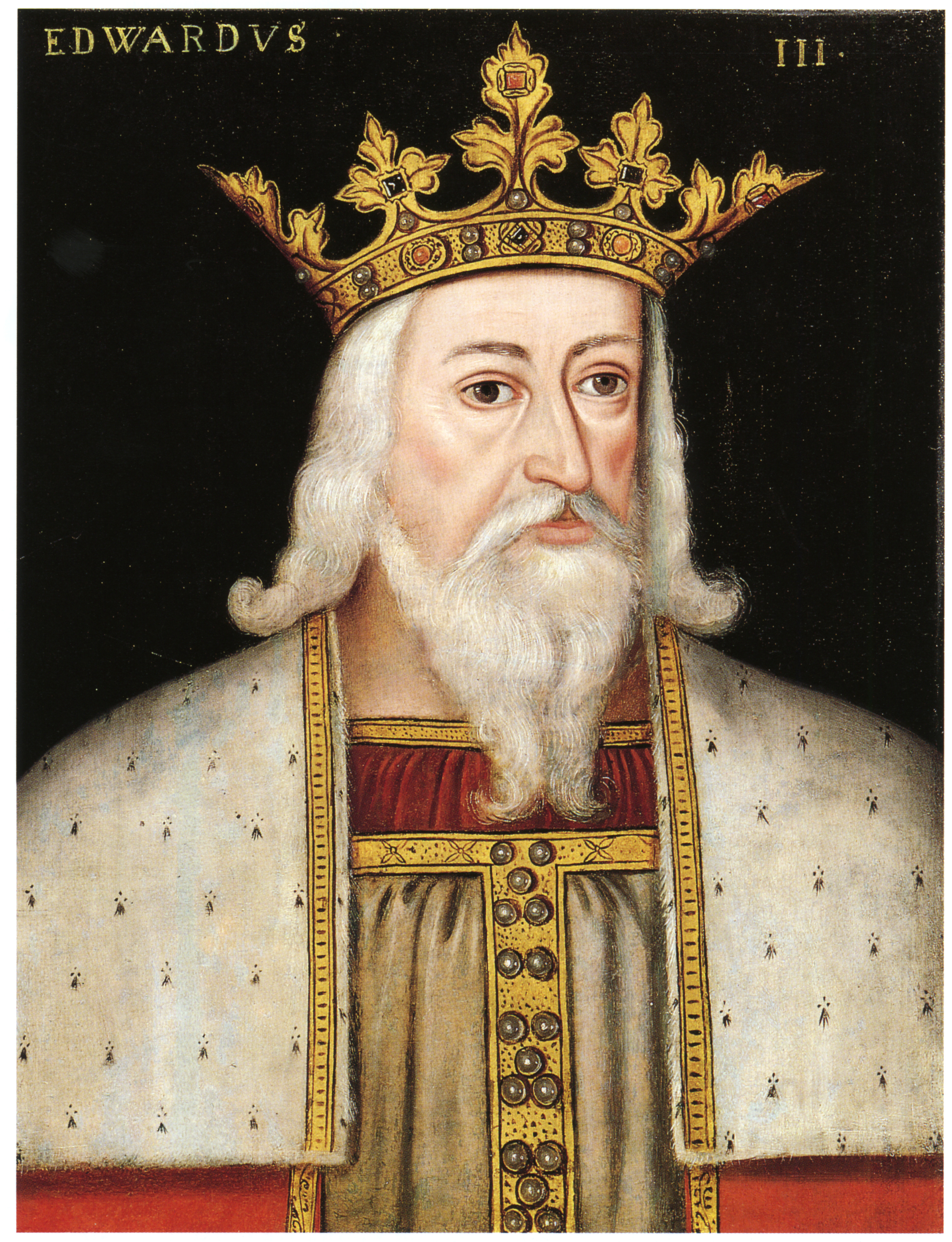
Эдуард III 1327-1377 Король Англии
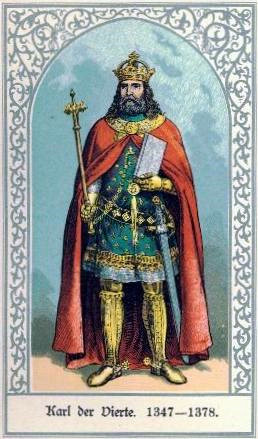
Карл IV 1355-1378 Император Священной Римской империи, король Чехии
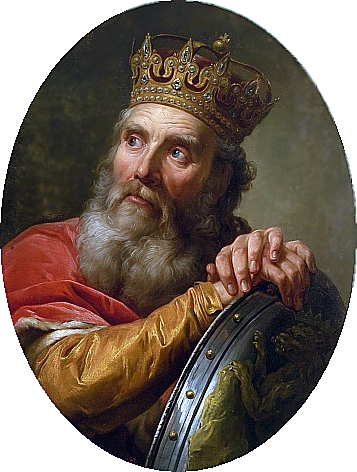
Казимир III Великий 1333-1370 Король Польши
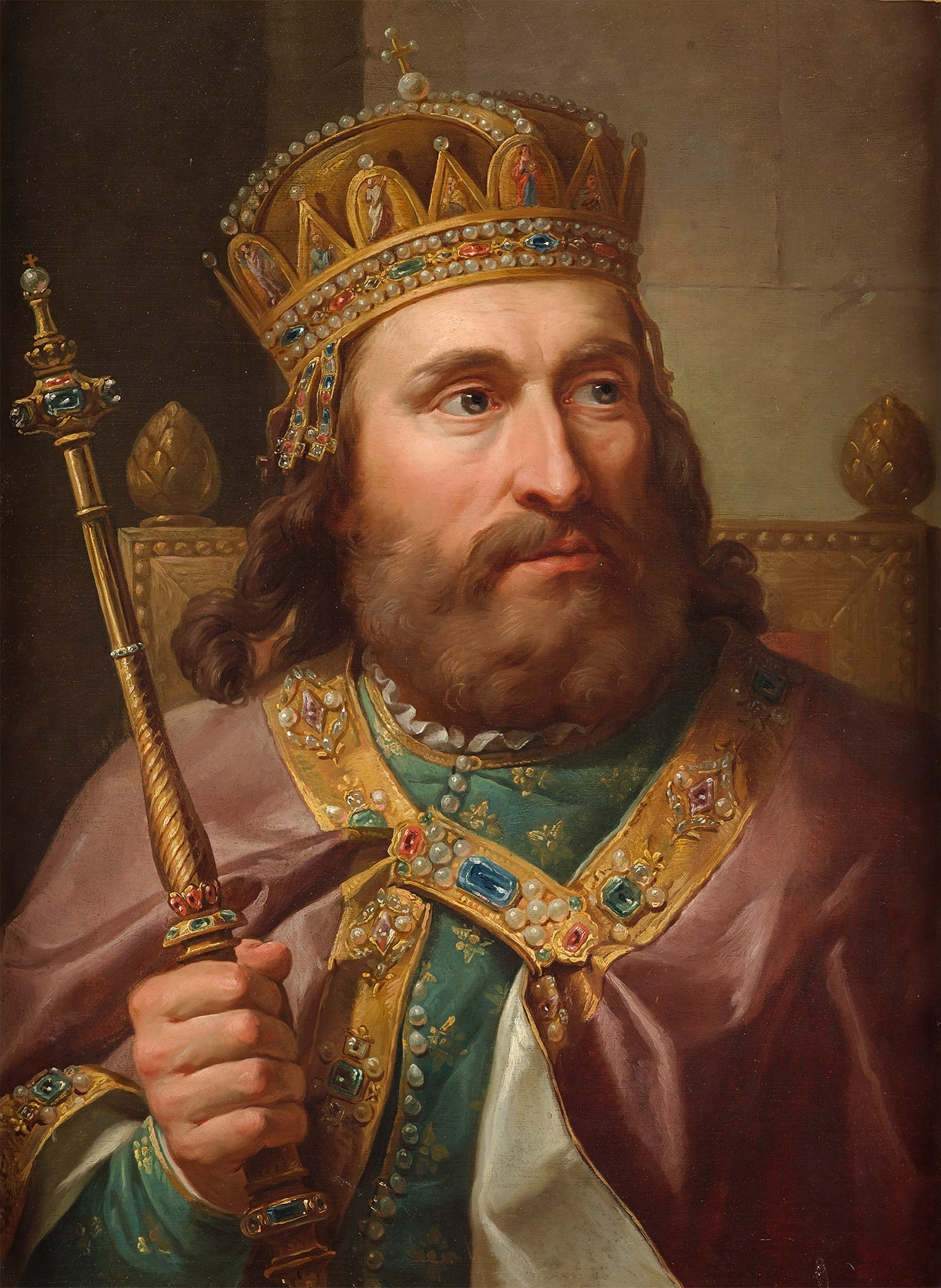
Лайош (Людовик) I Великий 1342-1382 Король Венгрии
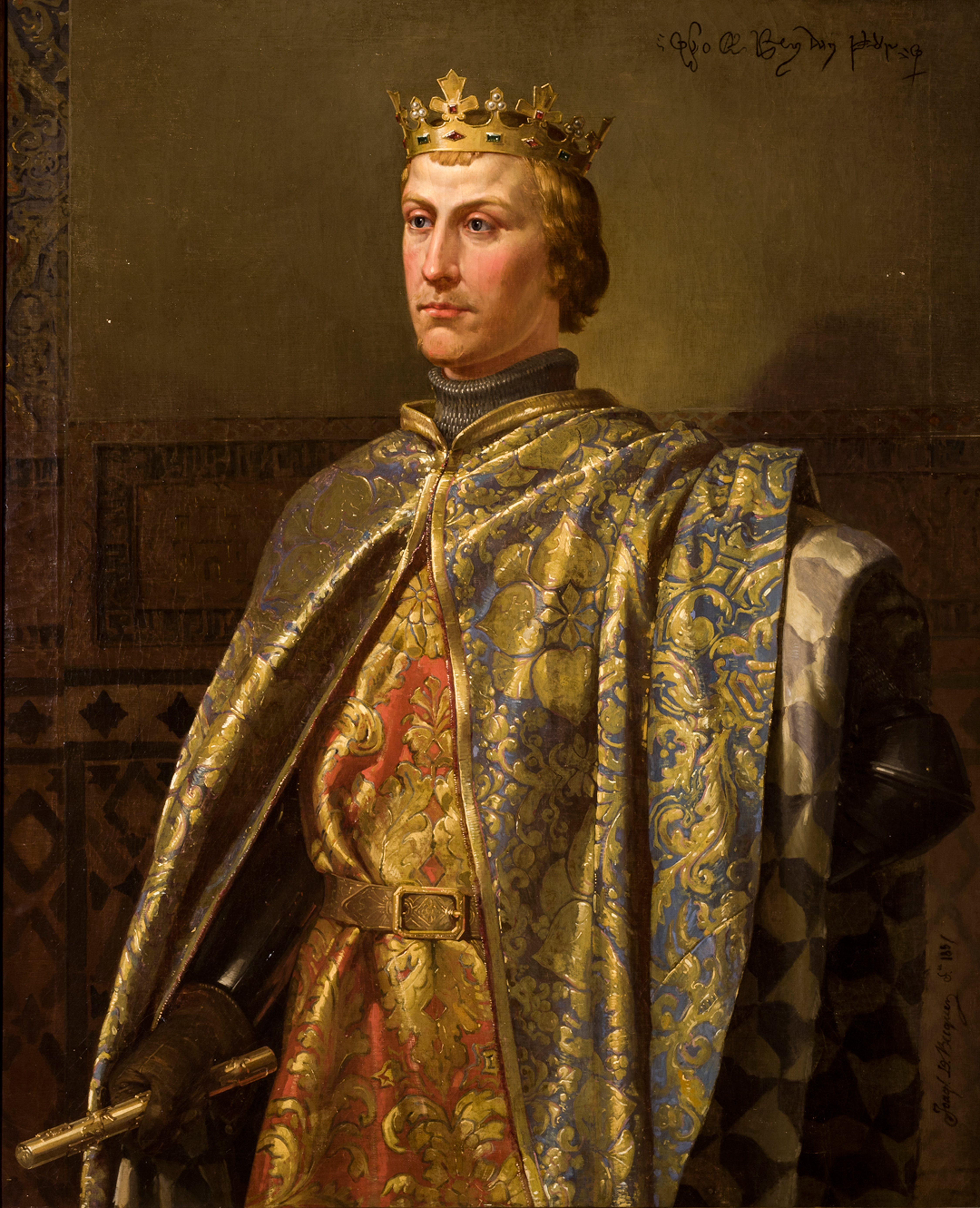
Педро I Жестокий 1350-1369 Король Кастилии и Леона
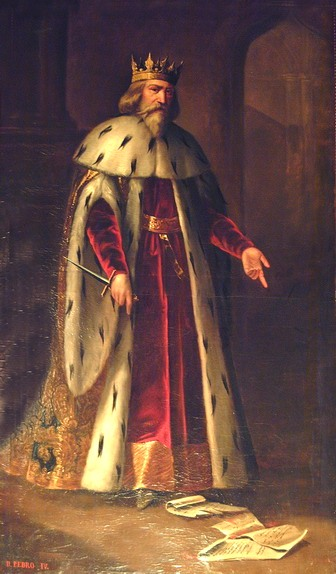
Педро IV 1336-1387 Король Арагона
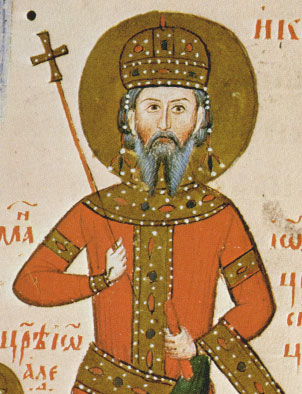
Иван-Александр 1331-1371 Царь Болгарии
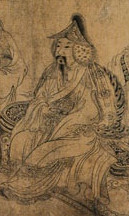
Тогон-Тэмур 1333-1368 Император Юань
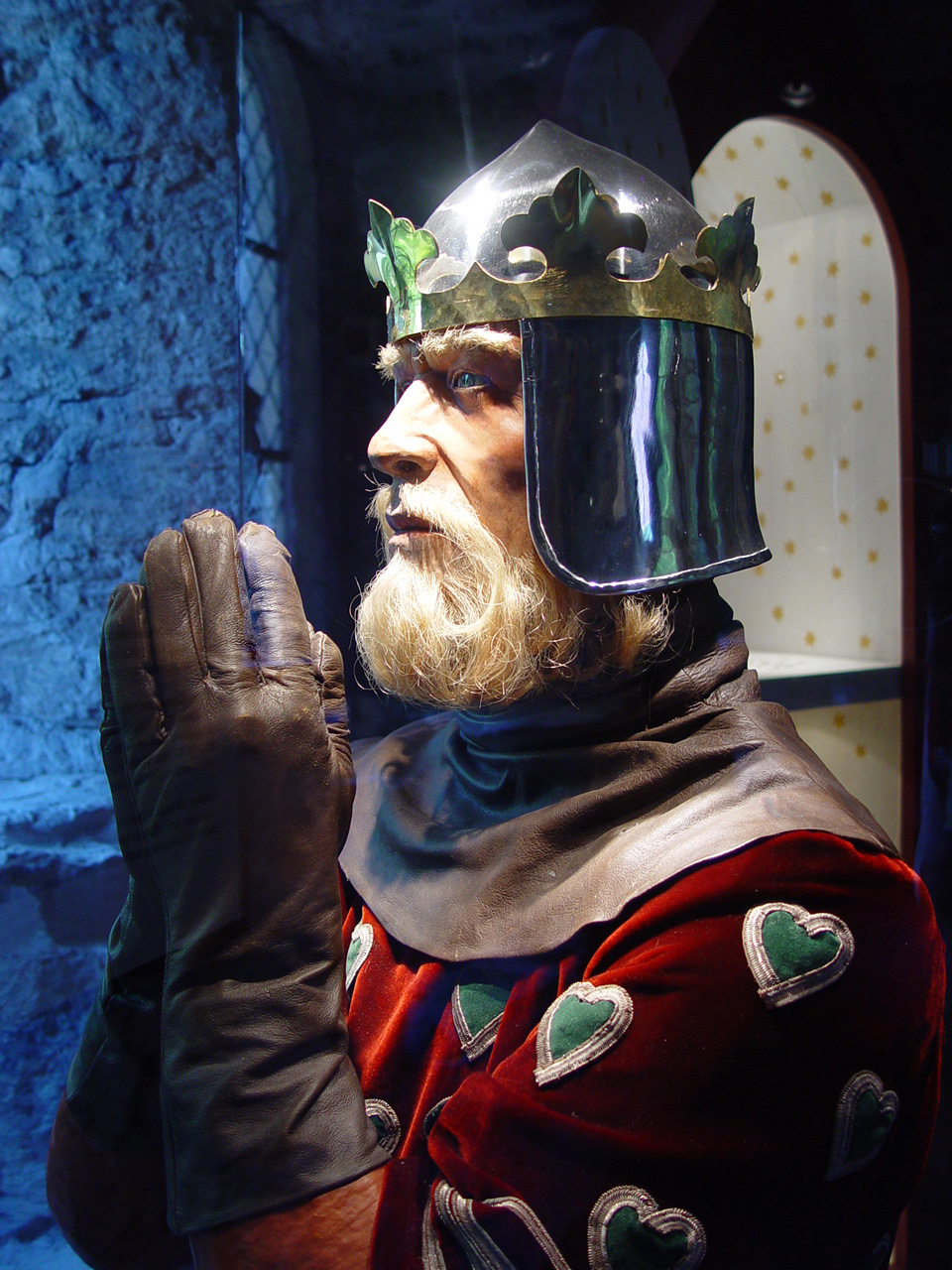
Вальдемар IV Аттердаг 1340-1375 Король Дании
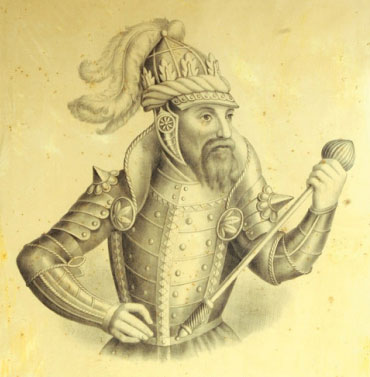
Ольгерд 1345-1377 Великий князь Литовский
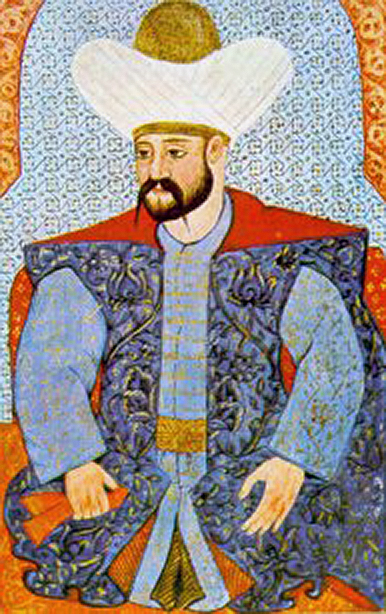
Мурад I 1359-1389 Османский султан
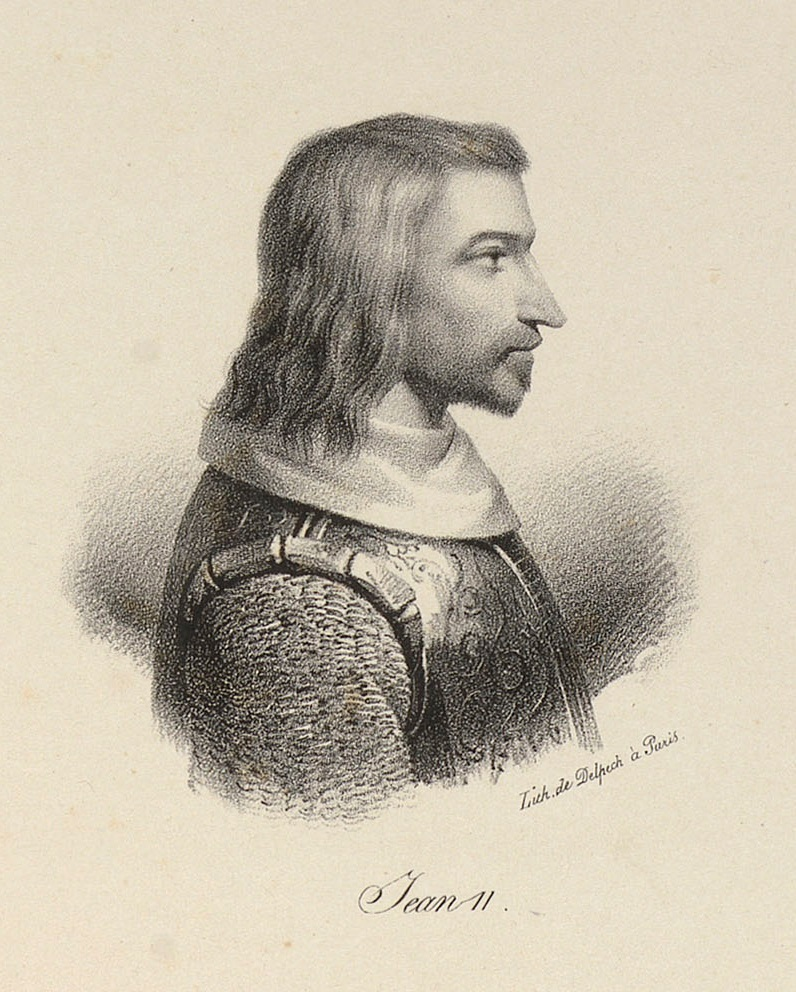
Иоанн II Добрый 1350-1364 Король Франции
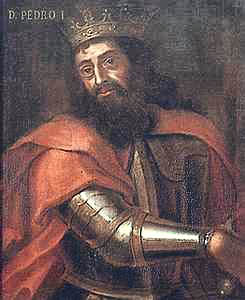
Педру I Справедливый 1357-1367 Король Португалии
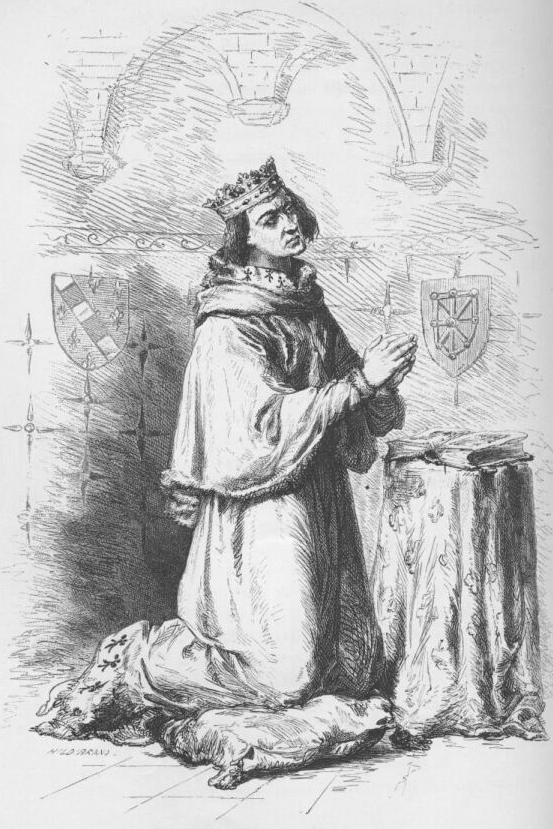
Карл II Злой 1349-1387 Король Наварры
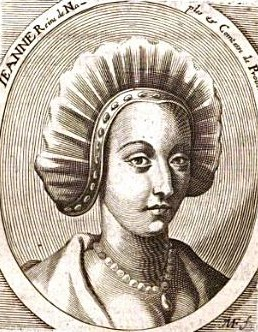
Джованна I 1343-1382 Королева Неаполя
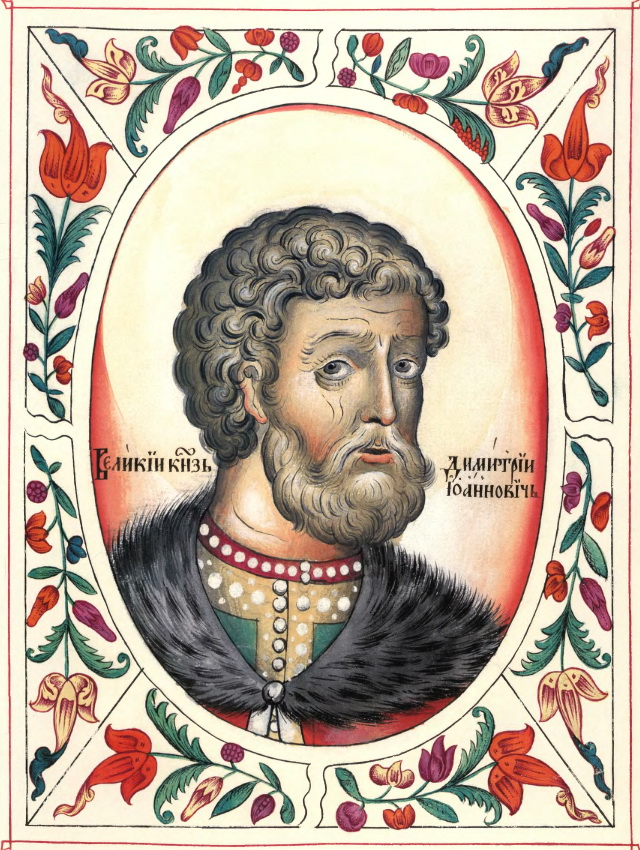
Дмитрий Иванович Донской 1364-1389 Великий князь Владимирский
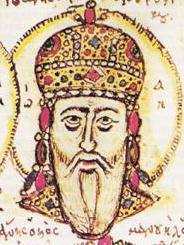
Иоанн V 1341-1376,1379-1391 Император Византии
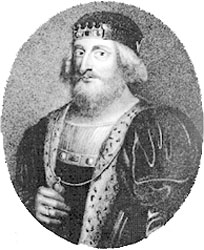
Давид II 1329-1332, 1336-1371 Король Шотландии
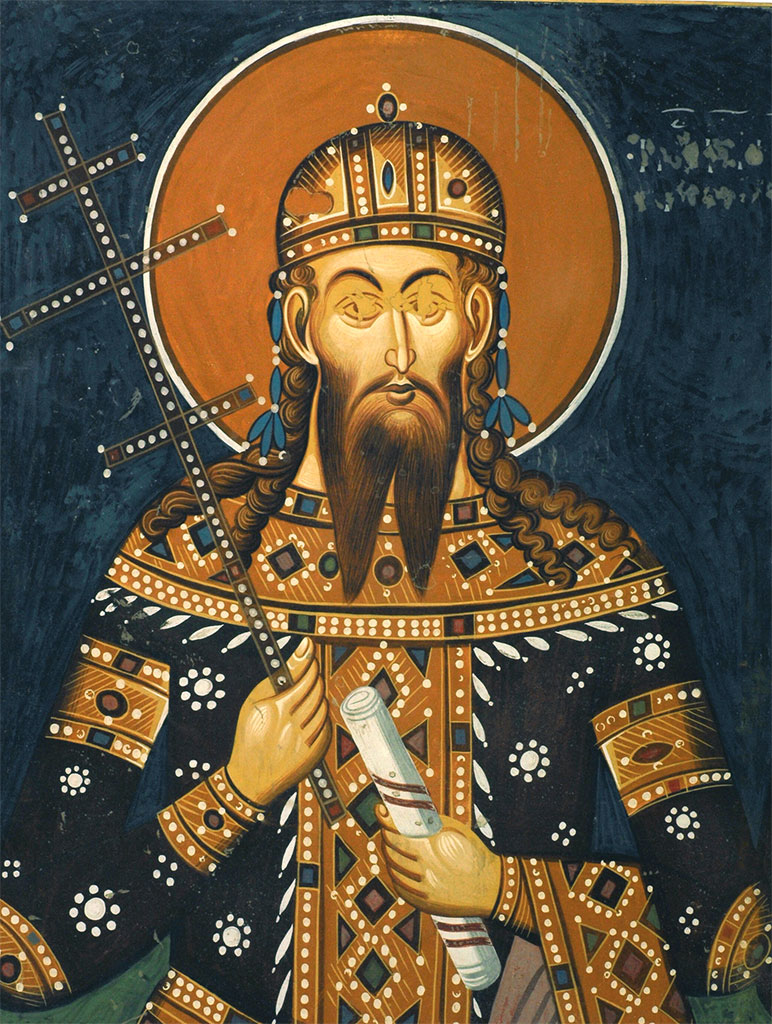
Стефан Урош V 1355-1371 Король сербов и греков
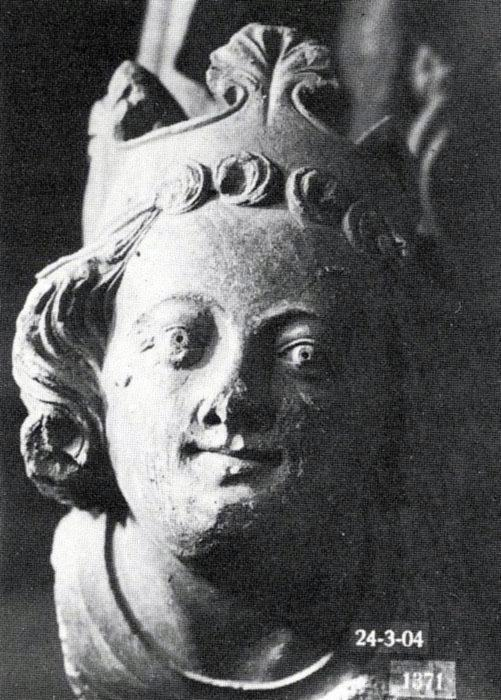
Магнус Эрикссон 1319-1364 Король Швеции
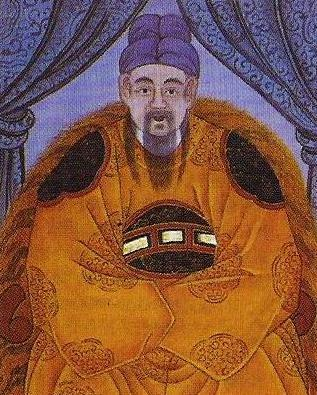
Конмин 1351-1374 Ван Корё
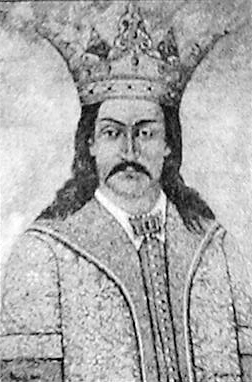
Владислав I 1364-1377 Господарь Валахии
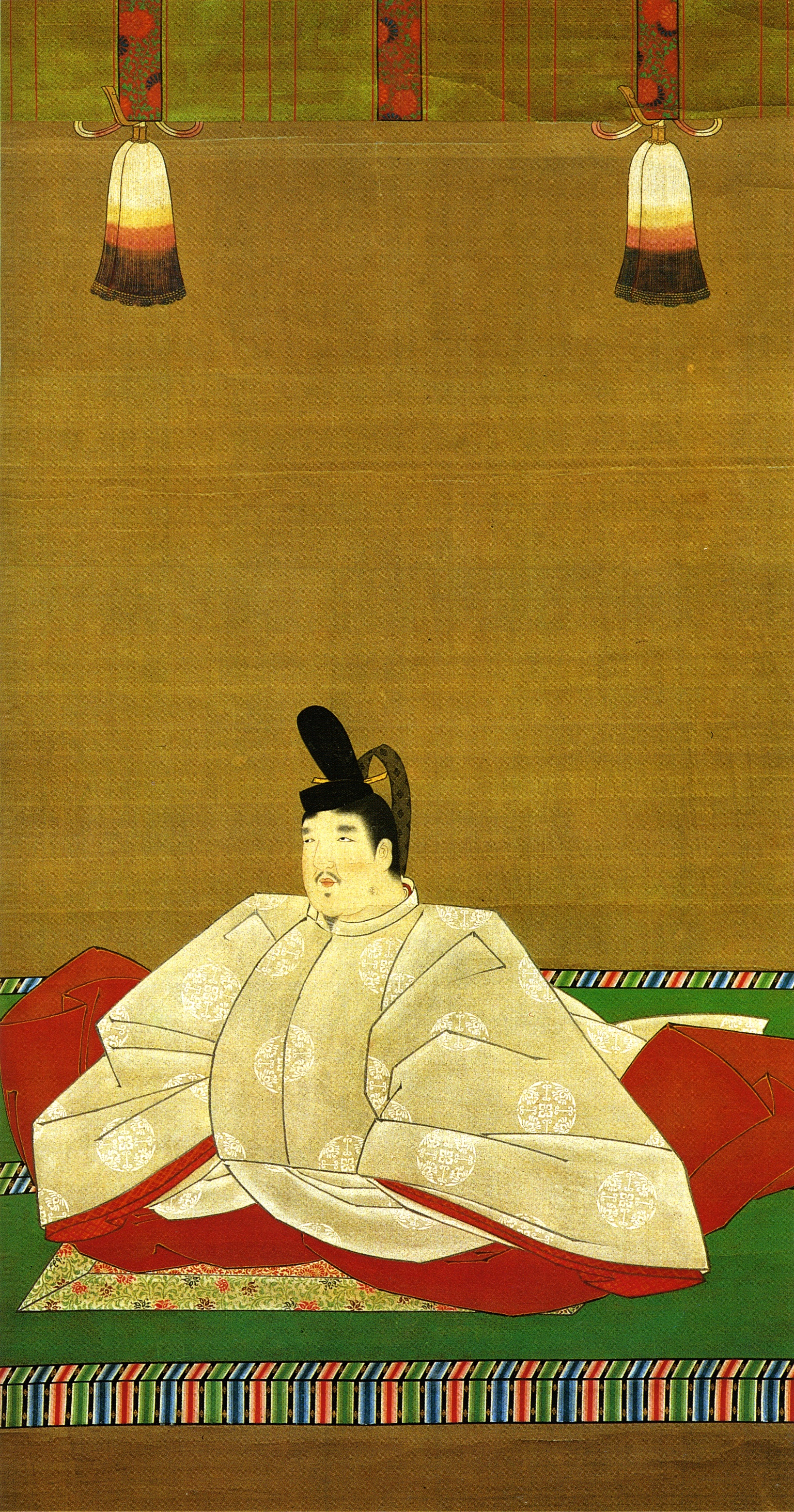
Го-Мураками 1339-1368 Император Японии
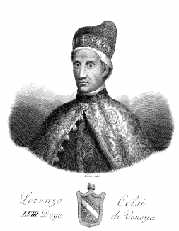
Лоренцо Чельси 1361-1365 Дож Венеции
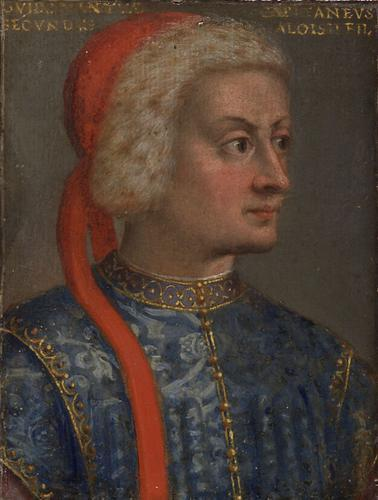
Гвидо Гонзага 1360-1369 Народный капитан Мантуи
Урбан V 1362-1370 Папа Римский